# スティーブ・ソレイシィ
スティーブ・ソレイシィ（英: Steve Soresi、1968年4月3日 - ）は、NHKラジオ第二放送『英会話タイムトライアル』講師、BBT大学（ビジネス・ブレークスルー大学）教授、国際コミュニケーション博士であり、著作家、英語教育者、英会話コーチである。アメリカ合衆国出身。

## 経歴
アメリカ合衆国フロリダ州出身。ワシントンD.C.で生まれフロリダ州サラソータで育つ。
1990年アメリカン大学卒業後、21歳で初来日。岐阜県神岡町の教育委員会にてALT（英語指導助手）を務める。1991年東京の明光義塾の英会話スクールにて講師、その後グアムのCNN系列局で番組製作スタッフとして勤務。
1995年に「外国人による日本語弁論大会」で優勝して以来ラジオやテレビ等に出演し、1996年から1999年までNHKラジオ第二放送『基礎英語2』のアシスタント、1999年から2003年までNHK教育テレビ『はじめよう英会話』の講師を務める。
1998年に早稲田大学大学院修士課程を修了。母ロビン・ソレイシィとともに東京都内で英会話学校を開校。
2004年にニューヨーク大学で非常勤講師を務め、2005年度フロリダ州TESOL（英語教育学会）で、その年の最優秀論文賞「ペーパー・オブ・ジ・イアー」(Paper of the Year)を獲得。
2005年以降、大東文化大学、明治大学、拓殖大学、東洋英和女学院大学で講師を務める。
2006年に青山学院大学大学院にて英語スピーキング力の定量評価法（Target Speech Rates）についての研究を開始。「毎分の英文数（Sentences per Minute）」という指標を提案しスピーキング能力の測定手法に関する研究を行った。
2009年に青山学院大学大学院博士課程を修了。研究論文『プルーラセントリシティとノンリニアリティを考慮に入れた国際言語としての英語の教授法と評価法における目標発話率に関する一考察』で博士号取得。
2011年、ソレイシィ研究所（株）を設立。日本の「英語が使える国の仲間入り」を目指して、各種英会話教材の開発や企業研修、英語教育セミナーを行っている。
2012年、NHKラジオ第二放送『英会話タイムトライアル』講師、ビジネス・ブレークスルー大学教授となる。
現在、ソレイシィ研究所（株）代表取締役CEO、NHKラジオ第二放送『英会話タイムトライアル』講師、BBT大学（ビジネス・ブレークスルー大学）教授。

## 学歴
- 2009年　青山学院大学大学院国際政治経済学研究科（国際コミュニケーション専攻）修了、博士（国際コミュニケーション）となる。博士論文：Target speech rates as a pluricentric, nonlinear standard for teaching and testing English as an international language。本文英語、日本語訳標題は『プルーラセントリシティのノンリニアリティを考慮に入れた国際言語としての英語の教授法と評価法における目標発話率に関する一考察』[4][7]。
- 1998年　早稲田大学大学院政治学研究科（マスコミ理論）修了、修士（政治学）、修士論文『The Sociology of News; Legitimization from a Linguistic Perspective』
- 1990年　アメリカン大学、国際関係学部および政治学部卒業、学士（国際関係学と政治学）

## 研究論文リスト
- 『ライティング力向上のためのメディア参加』（2010）Media Participation as an End-point for Authentic Writing and Autonomous Learning  In Susan Kasten (Ed.)  Classroom Practice Series Writing Volume. Arlington, Virginia: Teaching English to Speakers of Other Languages, Inc. TESOL学会
- 『「シャイ」な日本の学習者のための授業設計』（2008）Classroom Management Techniques for “Shy” Japanese Learners. In Thomas S.C. Farrell (Ed.), Teaching English to Speakers of Other Languages: International Perspectives on Classroom Management. Arlington, Virginia: TESOL学会
- 『授業中のスピーキングテストによる会話力育成』（2009）Promoting Oral Proficiency through In-class Speaking Tests. In T. Stewart (Ed.), Classroom Practice Series on Speaking Skills. Arlington, Virginia: TESOL学会
- 『SPMを基準としたスピーキング・テスト：学習者のコンテクストに適した評価システムの開発』  (Soresi, S. 鈴木卓 共著)（2007）The SPM*-based Speaking Test at Toyo Eiwa: A look into the contextualized scoring system－*SPM stands for “sentences per minute”.  In人文・社会科学論集,　第25号  東洋英和女学院大学
- 『国際言語としての英語の教授法への新たな試み』（2006）“The New Search for the Center; Shifting Norms and Teaching English as an International Language” The TESOL Inter-cultural Communication On-line Journal, October 15th 2006
- 書評『さまざまなアジアの英語』（2006）“Asian Englishes, Beyond the Cannon” By Braj Karchu (2005)  in the series Asian Englishes Today, edited by Kingsley Bolton. Due for publication in Asian Englishes, Volume 9 , No. 1, August 2006, ALC Press. アルク出版
- 『新しい世界の見方：多文化的英語の発展』（2005）“Multicultural English Proficiency: A New Model for Global Considerations” Lead Article, In Intercultural Management Quarterly, Summer 2005 issue, Volume 6, No. 3, The American University, Washington DC.
- 『SPMメソッドで鍛える流暢さ』（2005）“New Methods & Directions; Fluency with SPM” In Modern English Teacher, July 2005 (14:3) issue, Modern English Publishing, London
- 『SPM-流暢さを身に付ける最新メソッド』（2004, 2005）“SPM; A New Approach for Achieving Fluency” Lead Article, In ESL Magazine Nov./Dec. 2004, Issue 42, Modern English Publishing, Chicago / Modern English teacher,  0308-0587, Vol. 14, Nº. 3, 2005, pages 39-43

## 学会等での発表
- 2005年4月、『Two Steps to Learner Autonomy』、Sunshine State TESOL Annual Conference。（『Sunshine State TESOL Paper of the Year 2005』受賞）
- 2005年5月、『Fostering Learner Autonomy & Fluency in Beginning ESL Learners』、New York State Teachers of English to Speakers of Other Languages、The Art of Teaching Forum、アメリカ ニューヨーク州 ニューヨーク市。
- 2006年2月18日、『Post-TOEIC; Speaking & Writing Tests as the New Wave of Language Assessment』(ポストTOEICー英語力評価の新潮流：スピーキングテストとライティングテスト)KOTESOL  Convention、韓国 ソウル市。
- 2006年3月17日、『International English Communication Approaches & NNEST Implications』、40th Annual TESOL Convention、アメリカ フロリダ州 タンパ市。
- 2007年3月、『Developing Oral Skills with In-class Speaking Tests.』、41st Annual TESOL Convention、アメリカ シアトル ワシントン州。
- 2008年6月、『Covering Current Events & Oral Proficiency through In-class Speaking Tests』、14th NATE @ 7th FEELTA Conference、ロシア ウラジオストク市。
- 2008年、『日本のスピーキング指導』(Teaching speaking in Japan : Practitioner insights　授業中のスピーキングテストで発話力を高める）The 2008 Japan Association for Language Teachers Conference、日本 東京都。（共同発表）
- 2010年1月、『A Policy-Based Geography of Policies Concerning End of Life — 生と死に関わる欧米諸国の施策地理』、東洋英和女学院大学 死生学研究所。（共同発表）
- 2011年、『世界についての基礎知識学習を利用した新しいコンテンツベース教授法（CBELT）：英語の発信力（スピーキング力）を育成する試み』(Productive Skill Building in a Contents-based English Learning Course: A focus on basic speaking)、JACET大学英語教育学会。
- 2012年、『Post-TOEIC“受信型（ペーパー）テスト時代から発信型スピーキング・ライティングテスト時代への転換”』Post-TOEIC研究会　日本　東京都。
- 2014年11月、『Teaching Across Two Culturesー2つの文化を超える教授法』BBTO社本部研究会、フィリピン　マニラ市。

## 受賞等
- 1993年、RTNDA協会による「Best Radio Newscast, Smaller Market賞/ラジオニュース番組小地域部門・最優秀賞」
- 1995年、国際教育振興会による『外国人による日本語弁論大会』[8][リンク切れ]最優秀賞『戦後50年日本の国際貢献ー円高を活かして』Grand Prize, National Speech Contest
- 2001年、東京都盲人福祉協会によるボランティア奨励賞
- 2005年 TESOL（英語教育学会）フロリダ支部による「最優秀論文賞」
- 2006年、2007年、2008年 朝日新聞国際本部による英語論文コンテスト感謝状 International Herald Tribune / Asahi Shinbun Essay Contest Recognition Award 2006, 2007, 2008
- 2010 iTunes Rewind 受賞、iTuneアプリ『スティーブの英会話なるほどフレーズ100』

## 主な著作

### 書籍
- 『音声DL BOOK　NHK英会話タイムトライアル　すぐに使える　気持ちが伝わるシンプル英会話表現』（NHK出版）2023年
- 『完全改訂版 英会話1000本ノック』（コスモピア）2022年
- スティーブ・ソレイシィ、 大橋弘祐『難しいことはわかりませんが、マンガで英語が話せる方法を教えてください! 』東京：文響社、2021年 ISBN 9784866513416
- スティーブ・ソレイシィ、ロビン・ソレイシィ『改訂版 英会話ペラペラビジネス100』（スティーブ・ソレイシィの英会話シリーズ） 東京：アルク、2021年 ISBN 9784757436534
- スティーブ・ソレイシィ『はじめよう英会話「これだけ40フレーズ」で英語が口から飛び出す!: こんなに話せるなんて、自分でもビックリ!』（知的生きかた文庫) 東京：三笠書房、2020年　ISBN 4837986501
- スティーブ・ソレイシィ『新装版 英会話1000本ノック【初級編】[音声DL付]（新装 edition）』東京：コスモピア、2020年 ISBN 4864541469
- スティーブ・ソレイシィ『NHKCDBOOK 英会話タイムトライアル とぎれず話す つながるスラスラ英会話』東京：NHK出版、2019年 ISBN 4142132563
- 鈴木亮平、スティーブ・ソレイシィ『鈴木亮平の中学英語で世界一周! feat.スティーブ・ソレイシィ』東京：マガジンハウス、2018年　ISBN 4838729952
- スティーブ・ソレイシィ『NHKCDBOOK 英会話タイムトライアル パッと答える まちなかシンプル英会話』東京：NHK出版、2017年　ISBN 4142132210
- 『難しいことはわかりませんが、英語が話せる方法を教えてください! 』（文響社）
- 『プロフェッショナル　イングリッシュー世界に通じる英語力』（東洋経済新報社）
- 『NHK CD BOOK 英会話タイムトライアル 簡単なのにぐいぐい話せる裏ワザ英会話』（NHK出版）
- 『英会話タイムトライアル 万能フレーズで話せる トラベル英会話』（NHK出版）
- 『英会話なるほど練習帳(上) （下）』（アルク）
- 『とっさに言える瞬発力・とぎれない会話力がつく 英会話タイムトライアル』（NHK出版）
- 『すぐに使える20の英会話表現』（アルク）
- 『英会話きちんとフレーズ100』（アルク）
- 『英会話1000本ノックビジネス編』（コスモピア）
- 『トッピング英会話』（DHC）
- 『英会話ペラペラビジネス100』（アルク）
- 『英会話1000本ノック入門編』（コスモピア）
- 『英会話1000本ノック』（コスモピア）
- 『英会話ペラペラ練習帳』（アルク）
- 『英会話なるほど練習帳』（アルク）
- 『英会話なるほどフレーズ100』（アルク）
- 『新装版 英会話8秒エクササイズ』（アルク）
- 『英語発音エクササイズ』（アルク）
- 『英会話ピッタリ表現でぃくしょなりぃ』 （語研）
- 『国際人の英会話学習法』 （角川書店）
- 『英会話ペラペラトレーニング』（アルク）
- 『NHKサイバーテキスト（シーズン1） Vol.1-2』（NHK出版）
- 『NHKサイバーテキスト（シーズン2） Vol.1-2』（NHK出版）
- 『はじめよう英会話スティーブ・ソレイシィの新スタンダード40』（NHK出版、放送講座テキスト）
- 『はじめよう英会話　スタンダード40』（NHK出版、放送講座テキスト）

### 音楽
- 『はじめよう英会話』（NHK教育テレビ）オープニングテーマ（シーズン1、シーズン2  1999-2003)
- 『英会話タイムトライアル』（NHKラジオ第2放送）オープニングテーマ歌詞（2015年度〜）
- さだまさしさんの楽曲『案山子』の英詞 "A Forgotten Scarecrow" （2016年1月1日放送『今夜も生でさだまさし』）

### DVD
- 『ENGLISH SPEAKING INNOVATION』（アルク）
- 『コミュニケーション指導法―ペアワークで作る発話型クラス』（株式会社トゥモロー、DVD）

### ソフトウェア
- 『スティーブの英会話なるほどフレーズ100』（アルク、iTunes 対応）
- 『スティーブの英会話ペラペラビジネス100』（アルク、iTunes 対応）
- 『新装版 英会話8秒エクササイズ』（アルク、iTunes 対応）
- 『スティーブ・ソレイシィの英会話ペラペラDSトレーニング』（ニンテンドーDS 対応）
- 『スティーブ・ソレイシィのビジネス英会話ペラペラDSトレーニング』（ニンテンドーDS 対応）
- スタディサプリENGLISH『新日常英会話コース』（リクルート）

## 主な出演

### CNN
- 『CNNワールドレポート』（レポーター、グアム島放送局、1992年 - 1995年）

### BSジャパン
- 『Hard Rock LIVE』音楽番組のメイン司会としてアメリカのトップアーティストのライブ映像をその文化背景とともに紹介。

### NHK（テレビ）
- 『グッとスポーツ』
- 『長崎奉行』（ドラマ、ポルトガル商人ドンケル役）
- 『はじめよう英会話 スタンダード40』
- 『はじめよう英会話 スティーブ・ソレイシィの新スタンダード40』

### TBSテレビ
- 『天までとどけ』第5 - 8シリーズ（1996年 - 1999年、ドラマ、アントニオ役）
- 『新・天までとどけ』第15 - 20話（2000年、ドラマ、ベン役）

### フジテレビ
- 『なかよしテレビスペシャル』
- 『NIPPON@WORLD』（コメンテーター）
- 『黄金ボキャブラ天国』（ジャニカ・サウスウィックとのコンビ「スティーブ&ジャニカ」として出演、キャッチコピーは「全米チャンピオン」）
- 『家族そろってボキャブラ天国』

### FMスペイン坂スタジオ
- 『Early Christmas special』（司会）

### NHK（ラジオ）
- 『基礎英語2』（発音担当）
- 『英会話タイムトライアル』（講師）

### 有線ブロード
- 『Japan Times Review』（司会）

### 舞台
- 『ホギウタ』（1999年10月、青山円形劇場、ブリキの自発団）[9][リンク切れ]

### イベント
- 「110番の日」イベント（千葉県浦安市イクスピアリにて）2018年1月
- 世界ダウン症の日 イベント『STEP FORWARD TOGETHER みんなで一緒に前へ進んでいこう2013』ーダウン症のある人たちによるファッションショー『DOWN’s CHARMING COLLECTION』（司会）

## セミナーと講演会
- 2019年：「Classroom Management Techniques for Japanese Learners」（大分県教育委員会及び一般財団法人自治体国際化協会主催　外国語指導助手の指導力等向上研修　基調講演）
- 2019年：「スティーブ・ソレイシィの実践！ 英会話タイムトライアル」（紀伊国屋新宿本店）
- 2018年：「ハロウィン特別レッスンいつでもどこでも楽しい英会話」（たまプラーザテラス）
- 2017年：「広げよう国際交流の輪を！Global Festival 2017 浦安市国際交流・協力フェスティバル2017」講演（浦安市）
- 2017年：発音に特化した特別講座（NHK文化センター）
- 2017年：「世界に通じる英語力とコアフレーズ」（BBT大学）
- 2015年： DVD特別公開収録セミナー スティーブ・ソレイシィのなるほど英会話トレーニング（アルク）
- 2015年：『ソレイシィ流発音とスピーキングの効果的なレベルアップ法』（NHK文化センター）
- 2014年：“2日間集中スピーキング・ワークショップ”（アルク）
- 2014年：『自分の英語をプロデュースするーPRODUCE your own English!』（BBT大学）
- 2014年：『スピーキングの自信と実力を付ける方法』（TOEIC（財）国際ビジネスコミュニケーション協会TOEIC SWテストセミナー） 2013年：“２日間集中スピーキング・ワークショップ”（共催アルク）
- 2013年：『1月のセミナー「英語」』 ゲスト講演　（勝間和代氏　勝間塾定例ミーティング）
- 2013年：『アウトプット英語からプロダクション英語へ』（BBT大学）
- 2012年：『ENGLISH JOURNAL LIVE!! "生の英語を体感しよう"』（アルクENGLISH JOURNAL40周年記念イベント講演）
- 2012年：『ソレイシィ先生と一緒に学ぼう　きちんとフレーズLIVE講義』 （池袋リブロ　コミュニティカレッジ 『英会話きちんとフレーズ100発売記念』 ）
- 2012年：『ソレイシィの「英語瞬発力」アップセミナー』（銀座アップルストア）
- 2012年：『瞬発力を鍛える！英会話1000本ノック実践講座』（コスモピア）
- 2012年：『おとなの「やり直し英語」セミナー』（NHKゴカグル×TOEIC Brige）
- 2010年：『スティーブ・ソレイシィの英会話の秘訣』（アルク東京国際ブックフェア）
- 2009年：『なるほど・ザ・オバマ』（東洋英和女学院大学オープンキャンパス）
- 2009年：『英会話ドタン場切り抜け術』　　（コスモピア春のブックフェア）